# Società Nazional-Socialista
La Società Nazional-Socialista (in russo Национал-Cоциалистическое Oбщество?, Nacional-Socialističeskoe Obščestvo) è stato un movimento di ultradestra russo, di stampo neonazista, fondato nel 2004 e considerato illegale.

## Obiettivi
Il movimento ha come obiettivo la ricostruzione dello stato nazionale russo sulla base dell'ideologia nazionalsocialista.

## Azioni
Alcuni degli attivisti del partito sono noti per aver compiuto aggressioni, riprendendole su video, verso persone dall'aspetto non slavo o che parlavano con accento straniero. Nel 2007 tentarono di aggredire i partecipanti al gay pride di Mosca.